# Cephalotes cordatus
Espèce
Synonymes
- Cryptocerus cordatus boliviensis Santschi
- Cryptocerus cordatus Smith
- Zacryptocerus cordatus (Smith)

Cephalotes cordatus est une espèce de fourmis arboricoles du genre Cephalotes.

## Distribution
Cephalotes cordatus est trouvée à travers tout le bassin de la moitié Nord de l'Amérique du Sud, de l'état brésilien du Minas Gerais au Venezuela en passant par la Bolivie, le Pérou et l'Équateur.

## Description
Comme les autres espèces du genre Cephalotes, elles sont caractérisées par l'existence de soldats spécialisés dotés d'une tête surdimensionnée et plate ainsi que des pattes plus plates et plus larges que leurs cousines terrestres. Elles peuvent ainsi se déplacer d'un arbre à un autre dans une forêt.
Elle fut décrite et classifiée pour la première fois par l'entomologiste britannique Frederick Smith en 1853.